# Álvaro Montoro
Álvaro Montoro (Concepción, 17 de abril de 2007) é um futebolista argentino que atua como meia-atacante. Atualmente, joga pelo Botafogo.

## Carreira

### Início
Montoro iniciou sua carreira no Concepción Fútbol Club, antes de se mudar para a capital argentina, Buenos Aires, aos oito anos de idade. Em Buenos Aires, atuou inicialmente pelo Liniers, antes de ingressar nas categorias de base do Vélez Sarsfield, em 2017.

### Vélez Sarsfield
Estreou profissionalmente pelo Vélez Sarsfield em fevereiro de 2024, aos 16 anos. Em abril de 2025, marcou seu primeiro gol como profissional na vitória por 2 a 1 sobre o Peñarol, pela Copa Libertadores, aos 49 minutos do segundo tempo. Ao todo, disputou 37 partidas pelo clube argentino, com três gols.

### Botafogo
Em 3 de junho de 2025, foi anunciado como novo reforço do Botafogo, marcando sua primeira experiência no futebol brasileiro.No dia 29 de julho de 2025, marcou seu primeiro gol com a camisa do Botafogo, que venceu por 2 a 0 o Red Bull Bragantino em partida válida pelas quartas de final da Copa do Brasil, no Estádio Nilton Santos.

## Seleção Argentina
Montoro foi convocado para a Seleção Argentina Sub-17 em junho de 2022, sendo considerado uma das principais promessas do país em sua categoria.

## Títulos
Vélez Sarsfield
- Campeonato Argentino: 2024[9]